# Triphan

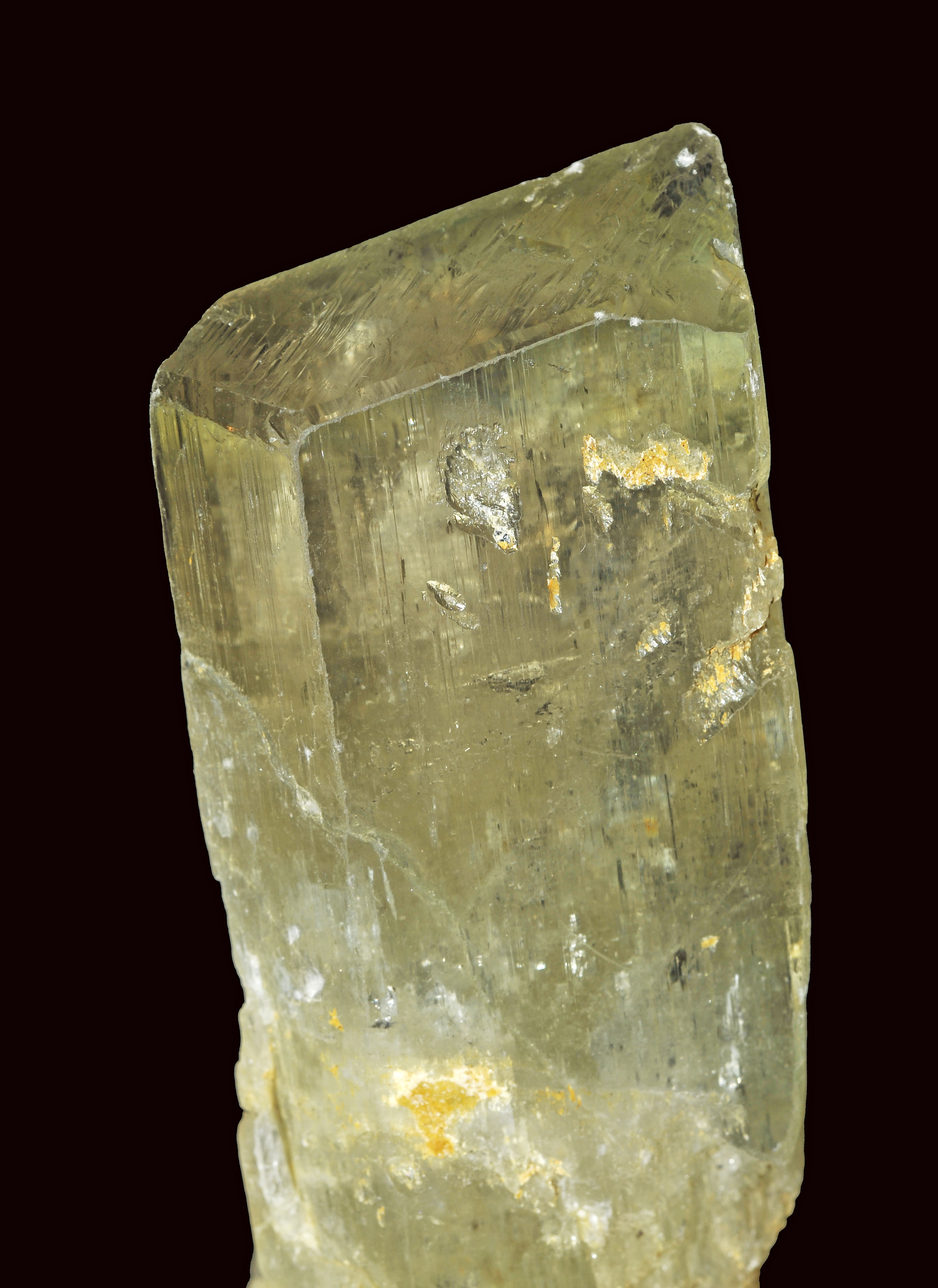
Triphan

Triphan ist eine hellgelbe, durchscheinende Varietät des Minerals Spodumen.
Der französische Mineraloge René-Just Haüy wollte 1801 Spodumen einen seiner Meinung nach besseren Namen geben, dieser entstammt dem Griechischen und bedeutet „drei Aspekte“. Spodumen hat einen ausgeprägten Pleochroismus und zeigt aus verschiedenen Blickwinkeln unterschiedliche Farben. Der Name Triphan wurde als Synonym für Spodumen im 19. und 20. Jahrhundert vor allem in französischer Literatur verwendet. Ende des 20. Jahrhunderts begann man in den Vereinigten Staaten die farblosen, gräulichen und gelblichen Varianten von Spodumen „Triphan“ zu nennen. Im Gegensatz zu den anderen Spodumen-Varietäten Hiddenit und Kunzit wird Triphan nur selten als Schmuckstein verwendet, dafür geeignete Kristalle wurden unter anderem in Afghanistan, Brasilien, Kalifornien (USA) und Madagaskar gefunden.